# Берестовець (Ніжинський район)
Берестове́ць —  колишнє станове козацьке село у Ніжинському районі Чернігівської області України. Входить до складу Комарівської сільської громади. До 2016 орган місцевого самоврядування — Берестовецька сільська рада. Населення — 1017 осіб (2012 рік).

## Географія
Село розташоване на півночі району, за 16 км від міста Борзна (автошляхами — близько 26 км) та за 22 км від залізничної станції Крути. Село розташоване над притокою Десни — річкою Смолянка. Висота над рівнем моря — 119 м.

## Історія
Перша письмова згадка про Берестовець — 1690 року. Село входило до складу Ніжинського полку Гетьманщини.
Населений пункт зазначений на каті Le Vasseur de Beauplan, Guillaume, 1660 року.
У 1873—1874 роках у земській школі працював народник Іван Ходько. Окрім викладання він займався революційною пропагандою серед селян. Наприкінці серпня його діяльність була викрита владою.
1917 року — у складі Сіверської землі УНР. 1920 — захоплене комуністичними військами. В умовах російсько-більшовицької окупації в селі розгорнувся потужний рух за автокефалію Української Православної Церкви, відкрито парафію УАПЦ.
Село постраждало внаслідок геноциду українського народу, проведеного урядом СРСР 1932—1933. Мешканець села Володимир Лозейко свідчить (1924 р.н.):
| Всі ми вижили, бо мати наша працювала на кухні у колгоспній їдальні, тому приносила додму кришки з хліба та лушпиння картопляне. Ми з сестрою бігали до мусору біля їдальні і пили помиї. Мати розказувала, шо наша сусідка… з’їла двох своїх дітей, але піймалася на перідній дочці, яка прийшла з її провідати. Міліція (сусідку) забрала, і більше про неї не чули. У їдальні, мама розказувала, за дуже низькими цінами районному начальству продавали білий хліб, м’ясо, вино, цукерки, птицю. |
На фронтах Другої світової війни були 654 місцевих жителя, 337 повернулися з поля бою, 252 — відзначені. За мужність і героїзм, проявлені в боротьбі з нацизмом, Павлу Івановичу Іллюшко — командиру артилерійського дивізіону — присвоєне звання Героя Радянського Союзу. У 1955 році на братській могилі відкрито пам'ятник солдатам, загиблим у Берестовці у 1943 році. Споруджено і пам'ятник односельцям.
У повоєнний період в селі знаходилася центральна садиба колгоспу «Правда», за яким було закріплено 4864 гектарів сільськогосподарських угідь, у тому числі 3050 га орної землі. Господарство вирощувало зернові культури, картоплю, цукровий буряк, льон, займалося м'ясо-молочним тваринництвом.
У Берестовці розташоване лісництво. У селі є школа, будинок культури, бібліотека, фельдшерсько-акушерський пункт, магазини, відділення зв'язку.
12 червня 2020 року, відповідно до розпорядження Кабінету Міністрів України № 730-р «Про визначення адміністративних центрів та затвердження територій територіальних громад Чернігівської області», село увійшло до складу Комарівської сільської громада.
19 липня 2020 року, в результаті адміністративно-територіальної реформи та ліквідації Борзнянського району, увійшло до складу Ніжинського району Чернігівської області.

## Населення

### Мова
Розподіл населення за рідною мовою за даними перепису 2001 року:
| Мова       | Кількість | Відсоток |
| ---------- | --------- | -------- |
| українська | 1003      | 98.62%   |
| російська  | 13        | 1.28%    |
| румунська  | 1         | 0.10%    |
| Усього     | 1017      | 100%     |

## Відомі люди
- Іллюшко Павло Іванович, учасник Другої Світової війни, Герой Радянського Союзу (1914—1996)
- Бальченко Володимир Іванович, український військовослужбовець, молодший сержант Збройних сил України (1992 — 2017)
- Постернак Микола Якович, Відмінник лісового господарства, Заслужений лісівник України

## Декомунізація
У відповідності до Закону України «Про засудження комуністичного та націонал-соціалістичного (нацистського) тоталітарних режимів в Україні та заборону пропаганди їхньої символіки» голова Чернігівської облдержадміністрації Валерій Куліч підписав розпорядження згідно якого вулиці селища були перейменовані: 
- вул. Жовтнева — вул. Майданівська
- вул. Червоний шлях — вул. Центральна